# Караколь (Томская область)
Караколь (Каракольские юрты) — деревня в Асиновском районе Томской области, Россия. Входит в состав Новониколаевского сельского поселения.

## География
Деревня располагается рядом с излучиной реки Караколь, несколько километров выше по течению от впадения её в Чулым. Недалеко от деревни, чуть восточнее, находится озеро Чёрное.
В деревне только одна улица (Центральная), вдоль которой и расположены жилые дома. Ранее в деревне существовала улица Зарубинская.

## История
Изначально проживали чулымские татары (чулымцы), которые к началу XX века полностью ассимилировались среди русских.
По переписи 1897 года здесь проживало 93 человека, из них 54 чулымцы и 39 русских.
В 1926 году состояла из 76 хозяйств, основным населением стали — русские. В административном отношении входила в состав Ново-Николаевского сельсовета Ново-Кусковского района Томского округа Сибирского края.

## Население
| 1926 | 1939 | 1959 | 1970 | 1979 | 1989 | 2002 |
| ---- | ---- | ---- | ---- | ---- | ---- | ---- |
| 387  | ↘273 | ↘211 | ↗227 | ↘159 | ↗164 | ↘123 |
| 2010 | 2012 | 2013 | 2014 | 2015 | 2019 | 2021 |
| ↘69  | ↘66  | ↘65  | ↘61  | ↘55  | ↘50  | ↘45  |

Национальный состав
По переписи 1897 года основным населением были чулымцы.
Согласно результатам переписи 2002 года, в национальной структуре населения русские составляли 98 %.

## Социальная сфера и экономика
В посёлке работает фельдшерско-акушерский пункт.
В Караколи действуют сельпо и ООО «Сибагротех», работающее в сфере сельского хозяйства.